# Elisabeth Zillich
Anna Natalie Elisabeth Zillich (Radebeul, 31 augustus 1904 – Dresden, 10 december 1968) was een Duits schilderes en maakster van keramiek.

## Leven en werk
Zillichs vader, Edwin Zillich, was apotheker in Alt-Radebeul (anno 2024: Alte Apotheke op Gellertstraße 18) en vanaf 1908 in Elstra. In 1932 studeerde Elisabeth Zillich schilderkunst aan de Akademie für Bildende Künste Dresden, waar ze les kreeg van Max Feldbauer en Ferdinand Dorsch. Van 1934 tot 1938 vervolgde ze haar opleiding aan de Kunstacademie van München, waar ze een van de studentes van Karl Caspar was. Tijdens haar opleiding ondernam ze verschillende studiereizen in binnen- en buitenland en werkte vervolgens de rest van haar leven als freelance schilderes in Elstra. Ze maakte onder andere een serie schilderijen genaamd Uit Lausitz. Ook had ze een grote liefde voor dieren, die ze regelmatig portretteerde. Haar aquarellen genaamd Mijn katten zijn zeer bekend. Zillich was met haar schilderijen na 1945 vertegenwoordigd op enkele van de eerste kunsttentoonstellingen in Oost-Saksen.
Naast schilderen maakte Zillich al sinds haar jeugd aardewerk, vooral kruiken, kannen en vazen, die ze beschilderde met blauwe verf op een witte ondergrond. De objecten bevatten figuratieve taferelen, stadsgezichten, dierenmotieven en onder meer stip- en rozetornamenten. Daarbij maakte ze gebruik van een techniek uit de steen- en bronstijd uit de streek van Lausitz. Haar keramische werken waren te aanschouwen op vele belangrijke tentoonstellingen, zoals de Grassimessen in Leipzig, kunstnijverheidsbeurzen in München en in de Sovjet-Unie, Tsjecho-Slowakije, Finland, Hongarije, China en Zuid-Afrika.
Zillich kreeg tegen het einde van haar leven ook enkele kerkelijke opdrachten: zo mocht ze de mozaïeken ontwerpen van het altaarkruis en tabernakel van de katholieke parochiekerk in Sdier, die in 1968 werden ingewijd.
Er is weinig kunst van Zillich bewaard gebleven. Naast de hierboven genoemde kerk is in elk geval een van haar vazen (klei, geglazuurd, beschilderd) uit de periode 1950–1955 tentoongesteld in het Kunstgewerbemuseum Dresden.

## Tentoonstellingen (selectie)
- 1937: Dresden, Städtische Kunsthalle (zomertentoonstelling van Deutschen Künstler-Verbands Dresden en de Deutschen Künstlervereinigung Dresden)
- 1946: Dresden, Kunstausstellung Sächsische Künstler[2]
- 1948: Bautzen, tweejaarlijkse tentoonstelling van beeldend kunstenaren uit de regio Lausitz[3]
- 1949: Görlitz, driejaarlijkse tentoonstelling van beeldend kunstenaren uit de regio Lausitz[4]
- 1960: Bautzen, Museum Bautzen (met Max Langer, Helmut Gebhardt, Gottfried Zawadzki en Maria-Luise Bürnker)[5]
- 2005: Dresden, Galerie Drei
- 2018: Elstra, kerk
- 2020: Elstra, kerk[6]

- Gemeinsame Normdatei: 130340588
- International Standard Name Identifier: 0000 0000 2099 4904
- Virtual International Authority File: 33102387